# Departamento de Dakoro
Dakoro es un departamento situado en la región de Maradi, de Níger. En diciembre de 2012 presentaba una población censada de 630 421 habitantes. Está formado por las siguientes comunas o municipios, que se muestran asimismo con población de diciembre de 2012:
- Adjékoria 79,108
- Azagor 5,565
- Bader Goula 68,203
- Birni Lallé 30,846
- Dakoro 71,201
- Dan-Goulbi 57,228
- Korahane 12,577
- Kornaka 140,009
- Maïyara 62,441
- Roumboui 13,330
- Sabon-Machi 35,988
- Tagriss 53,925[1]